# Galičica

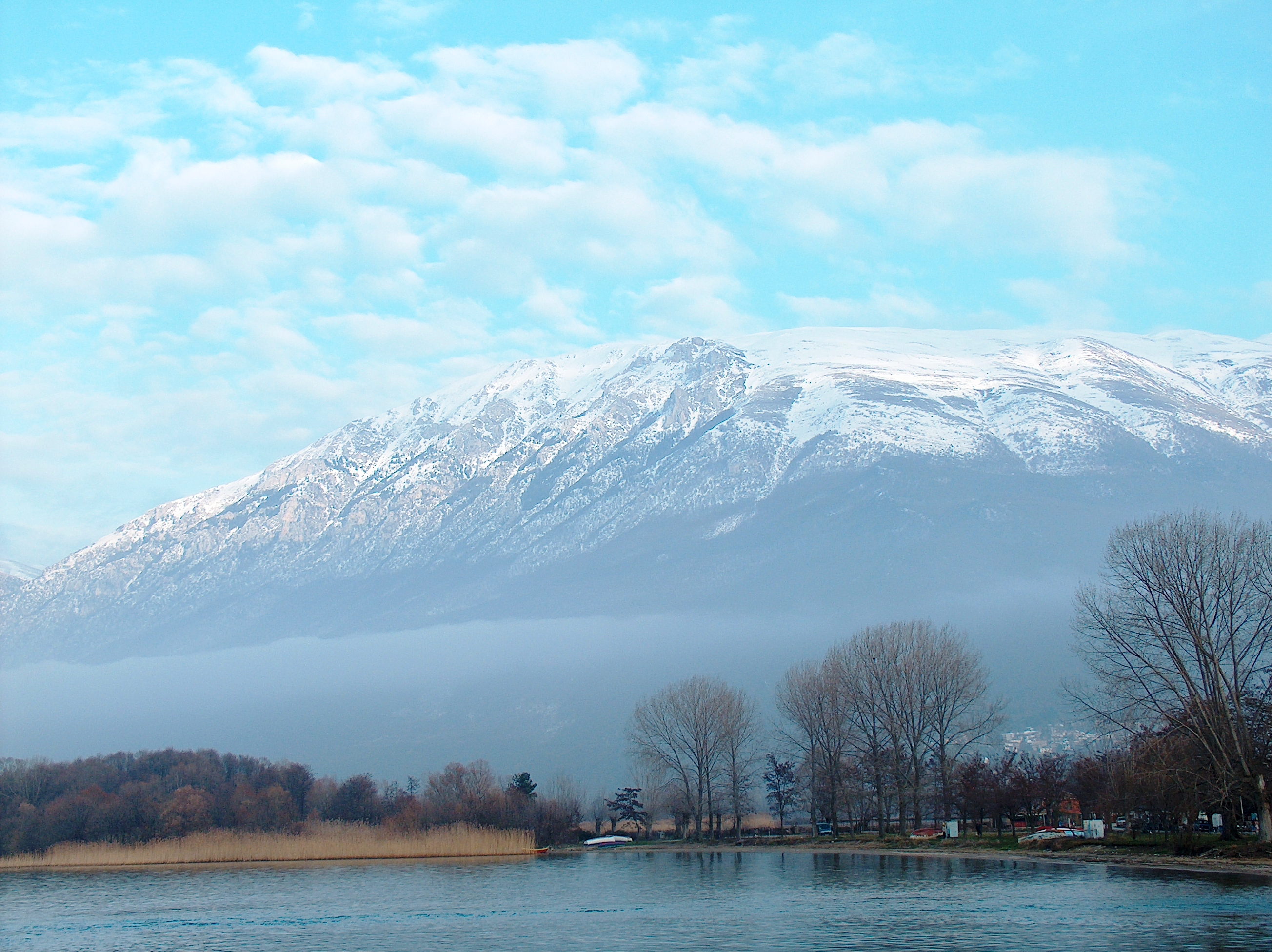
Pohoří od Ochridského jezera

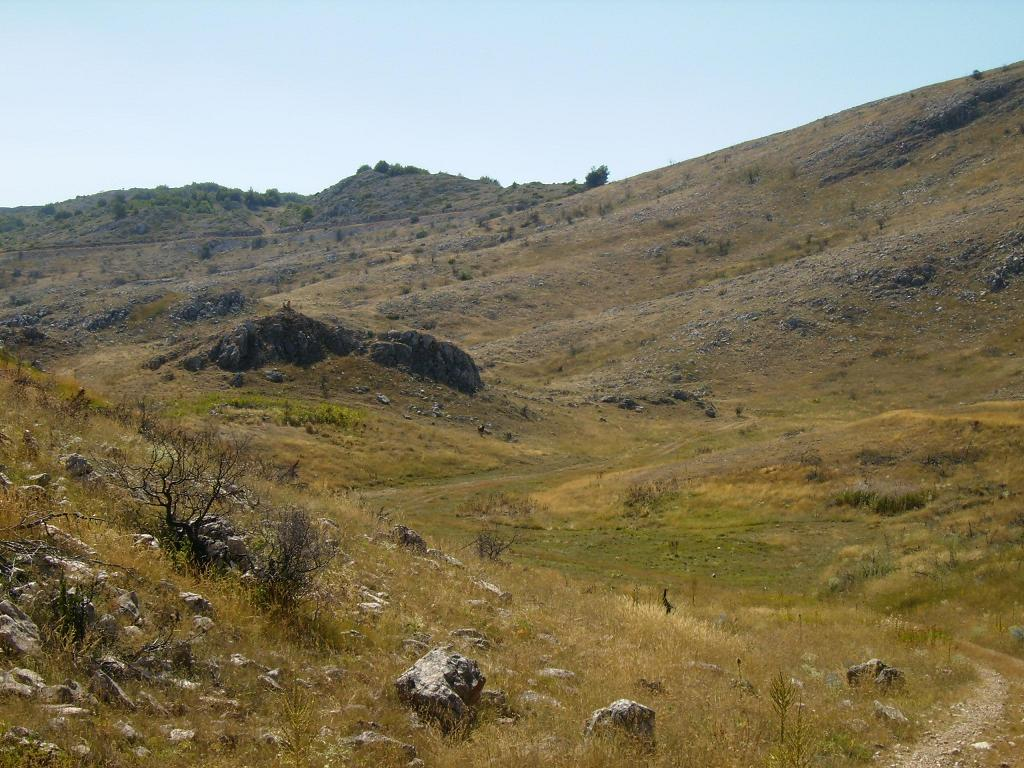
Galičica

Galičica je pohoří na jihozápadě Severní Makedonie mezi Ochridským jezerem a Prespanským jezerem. Pohoří se táhne v severojižním směru. Nejvyšším vrcholem je hora Magaro (2255 m n. m.).
Na jihu na hranicích s Albánií přechází v pohoří Mali i Thatë. Pohoří je tvořeno převážně vápencem a nachází se pod ním krasový systém, kterým protéká voda z Prespanského jezera do Ochridského jezera. Roku 1958 zde byl vyhlášen národní park o rozloze 22 750 ha, nachází se zde mimo jiné řada endemitických rostlinných druhů. Celé pohoří se nachází v přeshraniční ochridsko-prespanské biosférické rezervaci, západní svahy pohoří svažující se k Ochridskému jezeru jsou zároveň součástí lokality světového dědictví UNESCO „Přírodní a kulturní dědictví ochridského regionu“. 
Během první světové války v letech 1916–1918 pohořím probíhala fronta.